# Saint-Henri (Quebec)
Saint-Henri, antiguamente  Sainte-Geneviève-à-la-Côte-Saint-Henry, Saint-Henri-de-Lauzon y Rivière-Boyer, y también conocido como Saint-Henri-de-Lévis es un municipio perteneciente a la provincia de Quebec en Canadá. Es el municipio más poblado del municipio regional de condado (MRC) de Bellechasse en la región administrativa de Chaudière-Appalaches.

## Geografía

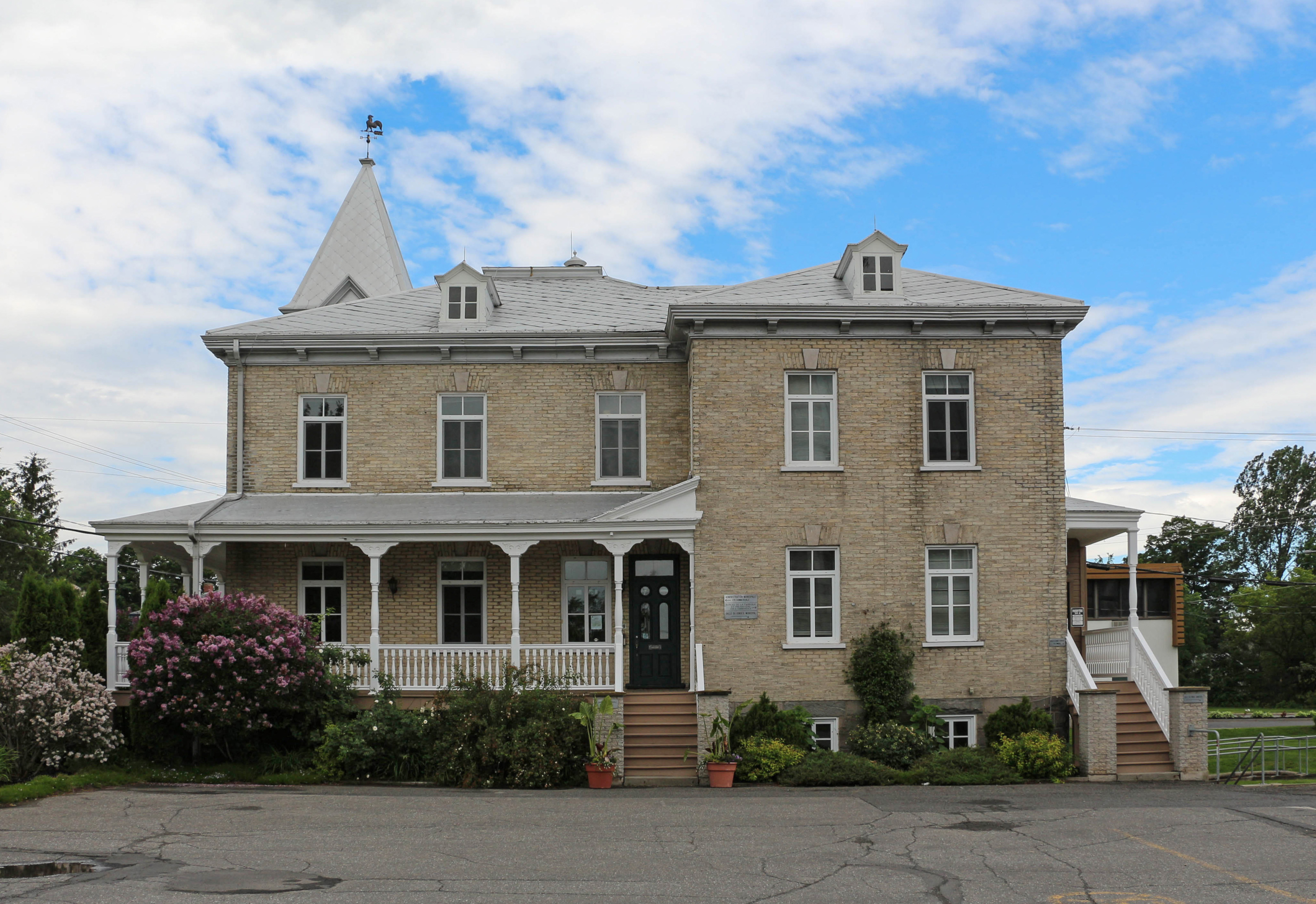
Casa parroquial

El municipio de Saint-Henri se encuentra 16 kilómetros al sureste de Lévis. Limita al noroeste con Lévis, al noreste con Saint-Charles-de-Bellechasse, al sureste con Saint-Gervais y Saint-Anselme, al suroeste con Saint-Isidore. Su superficie total es de 124,60 km², de los cuales 123,11 km² son tierra firme. Los ríos Etchemin y Boyer bañan el territorio.

## Historia
Los primeros habitantes, oriundos de los alrededores como Beaumont, Saint-Michel, Sainte-Foy y la isla de Orleans,  se establecieron en 1735. El nuevo pueblo se llamaba Sainte-Geneviève-à-la-Côte-Saint-Henry. A partir de 1749, la localidad era nombrada Saint-Henri-de-Lauzon, nombre dando al primero municipio creado en 1845 (y abolido en 1847) y al municipio de parroquia instituido en 1855. El municipio de pueblo de Saint-Henri fue creado por separación del municipio de parroquia en 1913 aunque el municipio de Rivière-Boyer fue institutido en 1922. En 1975, los municipios de parroquia y de pueblo de Saint-Henri se agruparan para formar el municipio de Saint-Henri. El año siguiente, este municipio y el de Rivière-Boyer se fusionaran en el municipio actual de Saint-Henri.

## Política
El consejo municipal se compone del alcalde y de seis consejeros representando distritos territoriales. El alcalde actual (2015) es Yvon Bruneau.
A nivel supralocal, Saint-Henri está incluso en el MRC de Bellechasse. El territorio del municipio está ubicado en la circunscripción electoral de Bellechasse a nivel provincial y de Bellechasse–Les Etchemins–Lévis a nivel federal.

## Demografía
Según el censo de Canadá de 2011, Saint-Henri contaba con 5023 habitantes. La densidad de población estaba de 41,1 hab./km². Entre 2006 y 2011 hubo un aumento de 927 habitantes (22,7 %). En 2011, el número total de inmuebles particulares era de 2145, de los cuales 2010 estaban ocupados por residentes habituales, otros siendo en mayor parte residencias secundarias. El pueblo de Saint-Henri contaba con 2071 habitantes, o 41,2% de la población del municipio, en 2011.
Evolución de la población total, 1991-2015